# Vilhelm Been
Laurits Vilhelm Larsen Been (13. oktober 1867 – 30. april 1949) var en dansk krybskytte og morder, der huserede på Falster og Lolland i slutningen af 1800-tallet og de første årtier af 1900-tallet. Han blev i 1916 dømt for overlagt mord på Ludvig Hansen, skytte på Engestofte.

## Forhistorien
Vilhelm Been var født i Lille Slemminge og var døbt Laurits Vilhelm Larsen. Både han og andre i familien gik under tilnavnet Been. Efter konfirmationen kom han i tjeneste forskellige steder, men var tit i opposition til familie og autoriteter. Mens han i 1890'erne var soldat, deserterede han flere gange og senere greb han til tyverier, vold og krybskytteri. Han arbejdede imidlertid ind imellem i kortere perioder som landarbejder og var tilsyneladende en god arbejdskraft, når han ville.
Men til andre tider fik han adskillige domme for vold og tyveri. En gang slog han en mand fire gange i hovedet med en hammer, og ved en anden lejlighed trådte han to gange med hælen i ansigtet på en modstander, der lå ned. En gang blev han straffet for at have knaldet en lang pibe i hovedet på en ældre kone. I 1903 blev han dømt for sammen med Rasmus Bjørn at have smidt en matros i havnen i Nykøbing Falster og slået til ham med brædder for at holde ham under vandet.
Natten til den 16. november 1906 var Been og to andre mænd på krybskyttejagt i Ludvigshave ved Vesterborg. Beens gevær gik af, og skuddet ramte en af de andre i brystet, så han var død på stedet. Been hævdede over for politiet, at der var tale om et vådeskud, og der blev mærkværdigvis ikke rejst tiltale i anledning af drabet. Under den senere restsag om mordet på Ludvig Hansen, blev der afgivet vidnesbyrd om to andre episoder, hvor Been havde truet med at skyde folk. 

## Mordet på skytten Ludvig Hansen
Ved nitiden om aftenen den 7. juni 1916 blev Been og en handelsmand Grønborg fra Hillested observeret i en jumbe kørende forbi Søholt mod Røgbølle Sø. Skovrideren Hansen på Søholt genkendte både Been og Grønholt, der i øvrigt nyligt var straffet for tyveri, og ringede  til skytte Ludvig Hansen og sendte ham på jagt efter de to formodede krybskytter. Hansen cyklede rundt i området en tid sammen med en bekendt, smedesvend Ejnar Christensen. 
Deres vej skiltes og Christensen kørte til Godsted ad Røgbøllevej, men vendte tilbage ad samme vej. Da han drejede af mod Engestofte, så han Been stå med sin bøsse rettet mod skytte Hansens hoved, og et øjeblik senere hørte han et skud og så skytten falde død til jorden.
Allerede dagen efter var gerningsmandes identitet fastslået, og han var fundet sovende i et udhus i Hillested. Der blev han anholdt uden dramatik og tilstod at have skudt med vilje. Denne tilståelse trak han dog senere tilbage og erstattede den med en påstand om et vådeskud, der skulle være indtruffet, da skytten forsøgte at vriste geværet fra Been.
I det første retsmøde ved retten i Nysted klokken 17.30 dagen efter mordet forklarede Been, at han kendte skytten, så snart han så ham, og at skytten omgående affordrede ham hans bøsse. Da Been ikke ville aflevere den, slog skytten ham med en stok eller en afbrækket gren tre gange uden dog at ramme. Imens stod Been hele tiden med bøssepiben rettet mod skytten, og da denne fjerde gang slog efter ham, affyrede han det dræbende skud. Han forklarede ligeud, at han skød med velberåd hu, og at han rettede skuddet mod skyttens hoved, fordi han gik ud fra, at hvis han ikke skød skytten, ville denne muligvis have slået ham ihjel med stokken. 

## Dommen
Dommen blev afsagt ved Nysted den 7. september 1916. Retten fastslog at Been havde handlet forsætligt, men idømte ham otte års tugthus, den mindste straf i strafferammen, der dengang indebar dødsstraf.
Dommen blev anket to gange af anklagemyndigheden, først til Overretten og siden til Højesteret, og begge gange blev dommen stadfæstet, men straffen skærpet først til 10 og siden til 12 års tugthus.

## Den dræbte
Skytte Hans Ludvig Hansen var født den 15. november 1883 i Hammelstrup i Everdrup. Han fik sin uddannelse som skytte på Bregentved, hvor han først var ansat. Sine sidste 7-8 år var han ansat som skytte på Engestofte. Han var ugift og ikke fyldt 33 år, da han blev dræbt. Hans båre blev af funktionærerne på Engestofte smykket med blomster og med jernbane transporteret til Tappernøje station, hvorfra den blev kørt til kapellet ved Everdrup kirke. Ludvig Hansens gamle forældre tog imod sønnens båre og deltog i begravelsen, der fandt sted lørdag den 18. juni. Graven er nu sløjfet. 
På stedet på Røgbøllevej, hvor skytte Hansen blev skudt den 7. juni 1916, blev opsat en mindesten, som står der endnu.

## Morderen
Been fik 12 års tugthus, og han er formentlig løsladt omkring 1924/25 efter at have udstået de to tredjedele af straffen. Efter løsladelsen begyndte han at cykle omkring med fisk, lervarer, måtter m.v. til salg ved dørene. Han kørte som regel rundt og handlede i Bursø, Krønge, Fuglse, Hillested og andre landsbyer, hvor han havde været kendt før mordet. Mange var vel lidt bange for ham og turde ikke sige nej til ham, selv om varen måske var ringe eller fisken halvrådden. På sine gamle dage syntes han imidlertid at have forandret sig. Han fik nu aldersrente og gik i Maribo til hånde. Ikke mindst kom han meget på Centralhotellet og hjalp med at feje gård og andre lignende småhverv. Måske fik han en bajer eller en snaps for sit arbejde. Ofte snakkede han med børn og gav dem bolsjer. 
Da han døde den 30. april 1949 efter nogen tids sygdom næsten 82 år gammel, var han vellidt  i Maribo. Han blev begravet på Maribo Kirkegård den 6. maj 1949. Også hans grav er for længst sløjfet. 